# Тейлор Момсен
Те́йлор Міше́ль Мо́мсен (англ. Taylor Momsen; нар. 26 липня 1993 року, Сент-Луїс, Міссурі, США) — американська акторка, рок-співачка та модель. Стала відомою завдяки ролі Дженні Гамфрі у серіалі «Пліткарка». Фронт-вумен постгранж гурту «The Pretty Reckless».

## Біографія
Народилася в Сент-Луїсі, Міссурі. Має українське коріння. (Пращури її матері проживали в Одесі). Свою кар'єру почала з трьох років, знявшись у рекламі панірування Shake 'n Bake. Першою значною роллю для неї стала роль у фільмі «Пророк смерті» (англ. The Prophet's Game) з Деннісом Гоппером. У 2000 році знялася у фільмі «Як Ґрінч украв Різдво» з Джимом Керрі. У 2002 вона зіграла роль Ґретель у фільмі «Гензель і Ґретель», знялася у фільмі «Діти шпигунів 2: Острів несправджених надій» (дочка президента) і в драмі «Ми були солдатами» (дочка Джулі Мур).
Наступні три роки Момсен ніде не знімалася. Після 2006 року вона зіграла в «Параноїд-парк», «Рятуючи Шило» і «Суперпес». Пробувалася на роль Ганни Монтани. У цьому ж році вийшов дитячий фільм за участю Момсен «Фома Невіруючий».[джерело?] В 2007 Момсен пройшла кастинг на роль Дженні Гамфрі у серіалі «Пліткарка». В червні 2008 року, у віці чотирнадцяти років, Момсен підписала контракт з IMG Models. Момсен стала обличчям марки одягу від Мадонни Material Girl. Після 2008 року Момсен багато часу присвячує своїй музичній кар'єрі. В неї є свій гурт The Pretty Reckless де вона є солісткою, гітаристкою і композиторкою. З травня по червень 2009 року вона зі своїм гуртом провела в гастрольному турі. Її молодша сестра, Слоун Момсен, колишня актриса.
У 2010 році пісня гурту The Pretty Reckless — «Make Me Wanna Die» стала саундтреком до фільму «Пипець». Влітку співачка випустила свій перший кліп на пісню «Miss nothing» і практично все літо перебувала в турі (також брала участь в Vans Warped Tour 2010).
15 липня 2010 року було оголошено, що Тейлор Момсен стала обличчям нової колекції одягу Material Girl від Мадонни та її дочки Лурдес.
16 серпня 2011 року Момсен повідомила, що закінчує кар'єру актриси, щоб повністю сконцентруватися на музиці. На багатьох концертах Мерілін Менсон в рамках його туру «Hey, Cruel World» виступала на розігріві. Також виконала з Менсоном на Revolver Golden Awards пісню «The Dope Show».

## Дискографія

### Студійні альбоми
- Light Me Up (2010)
- Going to Hell (2014)
- Who You Selling For (2016)
- Death by Rock and Roll (2021)

### EP
- The Pretty Reckless (2010)
- Hit Me Like a Man (2012)

### Сингли
- «Make Me Wanna Die» (2010)
- «Miss Nothing» (2010)
- «Just Tonight» (2010)
- «Kill Me» (2012)

## Фільмографія
| Рік         | Назва українською                           | Оригінальна назва                     | Персонаж       |
| ----------- | ------------------------------------------- | ------------------------------------- | -------------- |
| 1998        | Завтра настане сьогодні                     | Early Edition                         | Еллі           |
| 1999        | Пророк смерті                               | The Prophet's Game                    | Honey Bee Swan |
| 2000        | Як Ґрінч украв Різдво                       | How the Grinch Stole Christmas        | Cindy Lou Who  |
| 2002        | Ми були солдатами                           | We Were Soldiers                      | Julie Moore    |
| 2002        | Гензель і Гретель                           | Hansel & Gretel                       | Гретель        |
| 2002        | Діти шпигунів 2: Острів несправджених надій | Spy Kids 2: The Island of Lost Dreams | Олександра     |
| 2006        |                                             | Misconceptions                        | Хоппер Уотсон  |
| 2006        | Рятуючи Шерлока                             | Saving Shiloh                         | Саманта Уоллас |
| 2007        | Параноїд-парк                               | Paranoid Park                         | Дженніфер      |
| 2007        | Суперпес (фільм)                            | Underdog                              | Molly          |
| 2007        | Фома Невіруючий                             | Spy School                            | Madison Kramer |
| 2007 — 2012 | Пліткарка                                   | Gossip girl                           | Дженні Хамфрі  |